# Похідні кіберпанку
З моменту появи жанру кіберпанк кілька похідних від кіберпанку стали визнаними як окремі піджанри в спекулятивній фантастиці, особливо в науковій фантастиці.
Замість того, щоб обов'язково поділяти цифрову та механічну обстановку кіберпанку, ці похідні можуть відображати інші футуристичні або навіть ретрофутуристичні якості, які взяті з кіберпанку або аналоґічні йому: світ, побудований на одній конкретній технолоґії, яка екстраполюється на високоскладний рівень (це може бути навіть фантастична чи анахронічна технологія, схожа на ретрофутуризм), жорсткий трансреальний міський стиль або особливий підхід до соціяльних тем.
Стимпанк, один із найвідоміших із цих піджанрів, визначено як «різновид технологічної фентезі»; інші в цій категорії іноді також включають аспекти наукової та історичної фентезі. Учені писали про стилістичне місце цих піджанрів у постмодерній літературі, а також про їхню неоднозначну взаємодію з історичною перспективою постколоніалізму.

## Історія
Американський письменник Брюс Бетке ввів термін «кіберпанк» у своєму однойменному оповіданні 1980 року, запропонувавши його як ярлик для нового покоління «панківських» жанрів, натхненних уявленнями, притаманними інформаційній епосі. Цей термін швидко присвоїли як ярлик, який використовувався для робіт Вільяма Гібсона, Брюса Стерлінґа, Джона Ширлі, Руді Ракера, Майкла Суонвіка, Пета Кадігана, Льюїса Шайнера, Річарда Кадрі та інших. Автор наукової фантастики Лоуренс Персон, визначаючи посткіберпанк, узагальнив характеристики кіберпанку таким чином:
«Персонажі класичного кіберпанку були марґіналізованими, відчуженими одинаками, які жили на межі суспільства в загалом дистопічному майбутньому, де на повсякденне життя впливали швидкі технологічні зміни, всюдисуща сфера даних комп'ютеризованої інформації та інвазивна модифікація людського тіла.»
Актуальність кіберпанку як жанру для панк-субкультури є дискусійною та ускладнюється відсутністю визначеної субкультури «кіберпанк». Там, де невеликий «кібер» рух поділяє теми з кіберпанковою фантастикою, а також черпає натхнення з панку та ґотики, кіберкультура є значно популярнішою, хоча й менш визначеною, охоплюючи віртуальні спільноти та кіберпростір загалом і зазвичай охоплюючи оптимістичні очікування щодо майбутнього. Незважаючи на це, кіберпанк уважається успішним жанром, оскільки він захопив багатьох нових читачів і забезпечив такий рух, який постмодерні літературознавці вважали привабливим. Крім того, автор Девід Брін стверджує, що кіберпанк зробив наукову фантастику більш привабливою та прибутковою для мейнстрімових медія та образотворчого мистецтва загалом.
Стиль кіберпанк описує ніґілістичну та андеґраундну сторону цифрового суспільства, яке розвивалося в останні два десятиліття 20 століття. Світ кіберпанку є антиутопічним, тобто він є антитезою утопічних візій, які дуже часто зустрічаються в науковій фантастиці середини двадцятого століття, типовою для світу «Зоряного шляху», хоча й включає деякі з цих утопій, головним чином у питанні поділ між тілом і розумом, багато обговорювані з часів картезіянської філософії. Іноді його взагальнено визначають як «кіберпанк-фентезі» або «кіберфентезі» — твір у жанрі фентезі, що стосується Інтернету або кіберпростору. Серед найвідоміших експонентів зазвичай називають Вільяма Ґібсона за його надзвичайно інноваційні та ориґінальні оповідання та романи зі стилістичної та тематичної точки зору, та Брюса Стерлінґа за теоретичну розробку. Пізніше Стерлінґ визначив кіберпанк як «новий тип інтеграції». Накладення світів, які були формально розділені: сфера високих технологій і сучасна андерграундна культура.

## Футуристичні напрямки

### Біопанк
Біопанк спирається на синтетичну біологію та біотехнології (наприклад, біонанотехнології та біоробототехніку), зазвичай зосереджуючись на потенційних небезпеках для генної інженерії та вдосконалення. Як такий, цей жанр зазвичай зображує небажані наслідки біотехнологічної революції в найближчому майбутньому після відкриття рекомбінантної ДНК.
З'явившись у 1990-х роках, біопанк-фантастика зазвичай описує боротьбу окремих осіб або груп, часто результат людських експериментів, на тлі тоталітарних урядів чи меґакорпорацій, які зловживають біотехнологіями як засобом соціального контролю чи отримання прибутку.
Як і в посткіберпанку, індивідів найчастіше модифікують і вдосконалюють шляхом генетичних маніпуляцій їхніми хромосомами, а не за допомогою протезного кіберпрограми чи сухих нанотехнологій (хоча, як і в нанопанку, біо-, нанотехнології та кіберпрограми часто співіснують), а іноді й із іншими біотехнологіями, такими як нанобіотехнології, спеціальні біоінженерні органи, нервові та тканинні трансплантати.
Приклади фільмів: «Голий ланч» (1991), «Гаттака» (1997), «Останній нащадок Землі» (2006) і «Хроніки Веспер» (2022).

### Кібернуар
Кібернуар — історія жанру нуар, яка розміщується в сеттинґу кіберпанку.

### Наупанк
Наупанк (англ. Nowpunk, від now — «зараз», «сьогодні») — ретрофутуристична похідна від кіберпанку, де технологічна атмосфера творів моделюються у відповідності до реалій кінця 1980-х — початку 2000-х років.
Вихідним твором наупанку вважається книга Брюса Стерлінга «Зенітний кут» (англ. «The Zenith Angle», що розповідає про те як життя героя-хакера змінюється після 11 вересня 2001 року.
Головні теми наупанка — інформаційна війна, цифрова безпека та технотерор.
Характерні риси наупанка: поп-культура на межі покоління Х та генерації Міленіуму, відеоігри та аніме, розповсюдження Інтернету та MTV, інформаційні злочини та наркотрафік.

#### Твори в жанрі наупанк
- «Експерименти Лейн» (яп. シリアルエクスペリメンツレイン Сіріару Екусуперіменцу Рейн, англ. Serial Experiments Lain, експериментальний аніме-серіал 1998 року)
- « Танкістка» (англ. Tank Girl, британський комікс 1988 року)
- «Сторожові пси» (англ. Watch Dogs, серія пригодницьких відеоігор, започаткована у 2014 році)
- «FLCL» (яп. フリクリ, вимовляється як «Фулі-Кулі», японський аніме-серіал 2000 року)
- «Скотт Пілігрім» (англ. Scott Pilgrim, серія канадських графічних романів, започаткована 2004 року)
- «Megas XLR» (американський мультсеріал, започаткований 2004 року)
- «Містер Робот»[11][12] (англ. Mr. Robot, американський телесеріал, започаткований 2015 року)
- «Звичайне шоу» (англ. Regular Show, американський амімаційний сітком, започаткований 2009 року)
- «Стівенів Всесвіт» (англ. Steven Universe, американський мультсеріал, започаткований 2013 року)
- «Рік та Морті» (англ. Rick and Morty, американський науково-фантастичний сітком, започаткований 2013 року)
- «Ми звичайні ведмеді» (англ. We Bare Bears, американський мультсеріал, започаткований 2015 року)
- Neo Cab[en] — відеогра 2019 року.[13]

## Інші запропоновані напрямки

### Ельфпанк
Ельфпанк — це піджанр міської фентезі, в якому традиційні мітолоґічні істоти, такі як феї та ельфи, перенесені з сільського фолькльору в сучасне міське середовище.
Цей жанр зустрічається в книгах з 1980-х років, включаючи такі твори, як «Війна дубів» Емми Булл, «Павутинна сокира» Гаєля Бавдіно, серія «Артеміс Фавл» Еоїна Кольфера, серія «Гаррі Потер» Дж. К. Роулінґ і «Дочка залізного дракона» Майкла Суонвіка. У той час вона також існувала в інших середовищах, наприклад, у рольовій грі Shadowrun 1989 року. Події відбуваються в недалекому майбутньому і вважалися б традиційним кіберпанком, якби не поява орків, ґномів, ельфів, тролів та драконів, а також повернення магії.
Під час церемонії нагородження Національної книжкової премії 2007 року суддя Елізабет Партридж пояснила різницю між ельфпанком і міською фентезі, посилаючись на думки колеги судді Скотта Вестерфельда про твори Голлі Блек, яку вважають «класичним ельфпанком»: істоти, зображені в ельфпанку є ті, які вже існували в літературі — міська фентезі, з іншого боку, «може мати деяких повністю вигаданих довбаних істот».
Анімаційний фільм Pixar 2020 року «Уперед» є прикладом фантастики ельфпанку, дія якої відбувається в «приміському фентезійному світі», який поєднує сучасні та мітичні елементи. Фільм Netflix "Яскравий " — ще один приклад ельфпанку в кіно.

### Мітпанк
Технолоґічні зміни, які відокремлюють мітпанк від нашої дійсности, є відмінністю філософії чи соціяльної науки від нашої власної. Кетрін М. Валенте використовує термін мітпанк для опису піджанру мітичної фантастики, який починається з фолькльору та міту та додає елементи постмодерністської літературної техніки. Валенте ввела цей термін у дописі в блозі 2006 року як жарт для опису своїх власних та інших творів складної фолькльорної фантазії.
Як випливає з суфікса -панк, мітпанк є підривним. Зокрема, він використовує аспекти фолькльору, щоб підірвати або поставити під сумнів домінуючі суспільні норми, часто привносячи феміністичний та/або мультикультурний підхід. Він протистоїть суспільним нормам, а не відповідає їм. Валенте описує мітпанк як руйнування «мітолоґій, які визначали всесвіт, де жінки, квір, кольорові люди, люди, які відхиляються від норми, були невидимими або ніколи не існували», а потім «знову збирають це разом, щоб створити щось дивне, інше та дике». [78]
Як правило, мітпанк-наративи зосереджуються на трансформації фолькльорного вихідного матеріялу, а не на його переоповіді, часто за допомогою постмодерністських літературних прийомів, таких як нелінійне оповідання, світотворення, сповідальна поезія, а також сучасні лінгвістичні та літературні прийоми. Використання фолькльору є особливо важливим, оскільки фольклор «часто є полем битви між підривними та консервативними силами», за словами спекулятивної художньої письменниці Амаль Ель-Мохтар, і середовищем для побудови нових суспільних норм. За допомогою постмодерністських літературних прийомів автори мітпанку змінюють структури та традиції фолькльору, «обговорюючи — і підтверджуючи — різні норми».[80]
Більшість творів мітпанку було опубліковано невеликими видавництвами, такими як Strange Horizons [81], тому що «будь-що, що грає на межі, колись матиме вантажівку з невеликими видавництвами, тому що маленькі видавництва ризикують». [78] Письменники, чиї твори підпадають під ярлик мітпанку, включають Катерину Седію, Теодора Госс, Ніла Ґеймана, Соню Тааффе, Ріка Ріордана та Адама Крістофера. [82] Роман Валенте «Безсмертний» є прикладом мітпанку, що черпає елементи з класичної давньоруської фолькльорної казки про Кощія Безсмертного з жіночої точки зору. [83]